# Eparchia bobrujska i bychowska

Eparchia bobrujska i bychowska na tle podziału administracyjnego Egzarchatu Białoruskiego

Eparchia bobrujska i bychowska – jedna z eparchii Egzarchatu Białoruskiego, z siedzibą w Bobrujsku. Jej obecnym ordynariuszem jest biskup bobrujski i bychowski Serafin (Biełonożko), zaś funkcję katedry pełni sobór św. Mikołaja w Bobrujsku.
Eparchia powstała w 2004, gdy wyodrębniono ją z eparchii mohylewskiej i mścisławskiej. Według danych z marca 2012, na jej terenie działały 53 parafie oraz dwa klasztory: monaster Świętych Niewiast Niosących Wonności w Bobrujsku oraz monaster Wniebowstąpienia Pańskiego w Barkułabowie (obydwa żeńskie).

## Dekanaty
- bobrujski miejski
- bobrujsko-hłuski
- bychowski
- kirowsko-kliczewski
- osipowicki